# Ràdio SER Empordà
Emissora de ràdio, propietat de la Cadena SER, fundada el 14 d'abril de 1984 i que va emetre fins al 31 d'agost de 1993. Tenia els estudis a Figueres, al número 43 del carrer Sant Pau, i al carrer Figueres de Roses. Emetia des de la muntanya del Puig Rom a la freqüència 94.4 FM. Va ser un mitjà de comunicació molt arrelat a la comarca de l'Alt Empordà.
El periodista Jordi Costa i Riera va ser-ne el primer director. L'equip fundacional el formaven Jordi Jordà, Narcís Planas, Màrius Puntonet, Àlex Baldomar i Eva Callís. La mort de Costa, un any i mig després de posar en marxa el projecte, no va impedir que l'emissora s'impregnés d'un esperit exigent i creatiu aconseguint una ràdio innovadora i de qualitat, impròpia d'una emissora de comarca dels anys vuitanta del segle xx.
El cap d'informatius Jordi Jordà i Casademont va substituir Jordi Costa al capdavant de Ràdio SER Empordà i va liderar l'èxit de l'emissora amb una programació basada en la informació de proximitat, els esports, la música i la participació dels oients. Durant una dècada va combinar els programes en cadena amb els locals i els espais de ràdio parlada amb la ràdio-fórmula musical.
Entre els programes de producció pròpia destaquen El pati de la ràdio, Ser esportius, La ràdio al sol i les retransmissions dels partits de la Unió Esportiva Figueres, la cobertura d'esdeveniments esportius com la Volta Ciclista a l'Empordà o el Ral·li Costa Brava i les programacions especials dedicades a diferents campanyes electorals, a les Fires i Festes de la Santa Creu o als carnavals de Roses, L'Escala i Cadaqués. Ràdio SER Empordà va ser la primera emissora a emetre en llengua catalana la fórmula d'Els 40 Principals i va organitzar molts concerts multitudinaris amb les actuacions de grups i artistes destacats de l'època.
L'any 1990 l'emissora va passar a dependre de Ràdio Girona i va tenir dos delegats diferents, Jaume Serra i Lluis Baena, fins que el 1993 es va convertir en M80 Sèrie d'or, canviant de nom i de programació.